# Pedro Peña (politico)
Pedro Pablo Peña Cañete (Asunción, 29 giugno 1864 – Asunción, 29 luglio 1943) è stato un diplomatico e politico paraguaiano.
Fu brevemente presidente provvisorio del Paraguay, dal 28 febbraio al 25 marzo 1912.

## Biografia
Laureatosi in medicina a Buenos Aires nel 1893, Peña insegnò all'Universidad Nacional di Asunción, dove occupò le cariche di decano della Facoltà di Medicina (1894-1898) e rettore (1895-1897 e 1900-1901).

## Carriera politica e diplomatica
Intraprese quindi la carriera diplomatica, iniziando come segretario di legazione a Parigi, Londra e Madrid. Ministro plenipotenziario in Brasile (1902-1903 e 1903-1904), fu sostituito dopo la rivoluzione liberale del 1904.
Fu designato presidente provvisorio dal Congresso Nazionale con un decreto legislativo del 28 febbraio 1912, ma si dimise il 22 marzo dello stesso anno, lasciando il governo a Emiliano González Navero.